# 英皇書院同學會羅宗淦紀念小學
英皇書院同學會羅宗淦紀念小學（英語：King's College Old Boys' Association C. K. Law Memorial Primary School），是一間香港已停辦的全日制津貼小學，其舊址位於香港仔石排灣邨，於1967年創立，2001年停辦。

## 歷史
此校於1967年5月建成，同年9月開課，位於石排灣邨、與第5座相連的「火柴盒」小學校舍。由於已故英皇書院校友羅宗淦在教育署任職時，協助英皇書院同學會爭取辦學權，加上以其名義成立的「羅宗淦教育基金」於1966年決定捐贈10萬港元開辦費用，此校因而得名。
此小學接受政府津貼，早年上午班及下午班分別設20及19班，共容纳學生2000人。1968年6月12日，行政局議員關祖堯主持該小學正式啓用儀式，並為校門入口處之紀念銅匾揭幕，是項典禮中英皇書院童軍曾予以襄助。
由於石排灣邨需於1999年開始按整體重建計劃拆卸，此校自1994年起向教育署申請新建永久校舍，同時藉申請「校園改善計劃」，以求房委會保留此校。然而，此校一直無法獲分配新校舍，加上原邨保留的訴求被拒，遂於1997年獲安排借用鶴山同鄉會鶴山學校的課室，供尚未畢業的學生繼續就學，直到所有學生畢業。及後，此校再於2000年改借同系英皇書院同學會小學第二校校舍。
隨著最後一屆小六學生畢業，此校亦於2001年正式結校。

## 歷任管治人員

### 校監
此校校監亦兼任同系英皇書院同學會小學校監。
- 孫翼文先生（1967年-約1970年代後期，創校校監）[6]
- 羅天攜先生（約1970年代後期-？）[7]
- 關禮雄先生（約1980年代尾[8]-2001年，末任校監）[9]

### 校長

#### 上午校
- 戴翰炘先生（1967年-1977年，創校校長；後轉職為顯理中學副校長）
- 趙蘊蘭女士（1977年-約1990年代後期，第二任）[10]

#### 下午校
- 易蔭華先生（1967年-約1990年代後期，創校校長）

#### 全日制
- 趙蘊蘭女士（約1990年代後期-2001年，末任校長，原為上午校校長）

## 註解
1. ↑  現址為東華三院鶴山學校